# A Manuel Carrasco Formiguera
El monumento A Carrasco Formiguera (en catalán, oficialmente: A Manuel Carrasco i Formiguera) es una obra de arte público situada en la plaza de Adriano, del barrio de Sant Gervasi-Galvany del distrito de Sarrià-Sant Gervasi de la de la ciudad de Barcelona. Inaugurado en setiembre de 2003, en reconocimiento y memoria de Manuel Carrasco Formiguera, abogado y político catalán, dirigente de Unió Democrática de Cataluña, durante la Segunda República española, y fusilado por el bando franquista en el transcurso de la Guerra Civil española. Es una obra del artista Josep (Pep) Admetlla. Consta de un cubo de acero inoxidable y, a su lado, unas tiras que contienen grabadas diferentes referencias a Carrasco Formiguera incrustadas en el pavimento.

## Historia

### Antecedentes: Segunda República
El actual monumento tiene sus orígenes históricos en el periodo de la guerra civil española, el 17 de agosto de 1938, cuatro meses después de la ejecución, en Burgos, de Manuel Carrasco Formiguera, por parte del bando franquista con la orden personal del dictador Francisco Franco. El  entonces consejero de gobernación de la Generalidad de Cataluña, Antoni Maria Sbert, colocó, en la plaza de Adriano de Barcelona, donde actualmente se encuentra la fuente de la lección (inaugurada en 1961), la primera piedra de un monumento, por suscripción popular, en recuerdo a la figura de Carrasco Formiguera. Aquella primera piedra consistió en un tubo de vidrio que contendía un artístico pergamino firmado por representantes del Ayuntamiento de Barcelona, la Generalidad de Cataluña, el Gobierno de Euskadi y de entidades políticas.  La iniciativa partía de la Generalidad de Cataluña, presidida por  Lluís Companys, que, al mismo tiempo, había emplazado al Ayuntamiento de Barcelona, con Hilari Salvadó como alcalde, a crear un comité que impulsara aquella acción. No obstante, la ocupación por parte de las tropas franquistas de la ciudad, cinco meses más tarde, en enero de 1939, impidió poder completar la obra y se desmanteló cualquier vestigio.

### Iniciativa: Restauración de la democracia
Terminada la dictadura franquista y con la restauración de la democracia, el primer reconocimiento y restitución de la figura de Carrasco y Formiguera en el espacio público de Barcelona llegó pocos meses después de las primeras elecciones municipales democráticas del 1979, con la aprobación, por parte del Ayuntamiento, de la calle de Carrasco Formiguera (hasta el momento del Doctor Amigant) en barrio de Sarriá en el distrito de Sarriá-Sant Gervasi, el 20 de diciembre, de aquel mismo año.

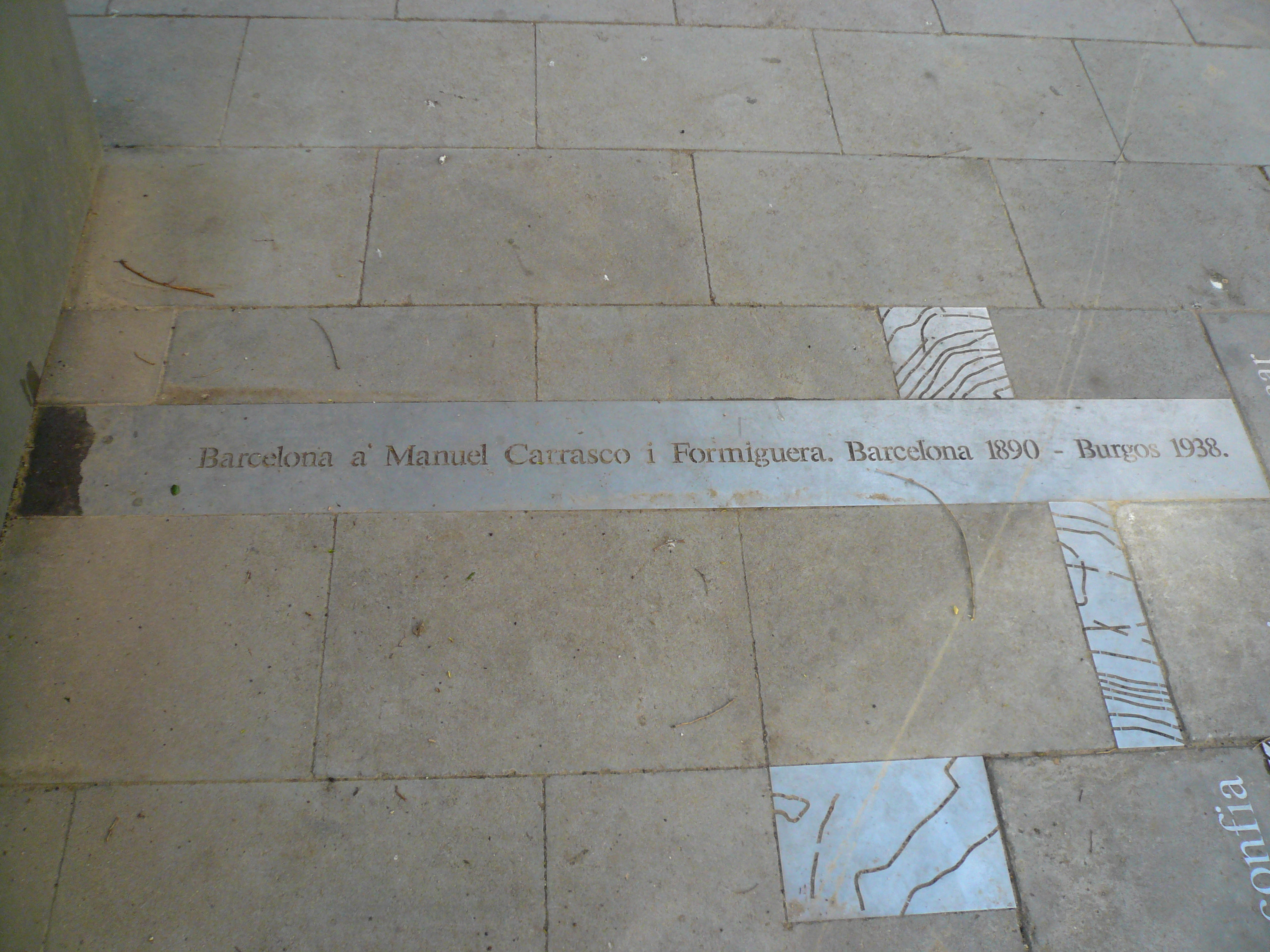
Pavimento del monumento con la inscripción: "Barcelona a Manuel Carrasco y Formiguera. Barcelona 1890 - Burgos 1938".

Años más tarde, el 21 de abril de 2001, se trasladaron los restos mortales del político desde el cementerio parroquial de Santo Genís de los Agudells al Cementerio de Montjuic. La semana siguiente, el Ayuntamiento de Barcelona aprobó una proposición presentada por Convergència i Unió (CiU) y apoyada por todas las formaciones con representación en el consistorio, (PSC, PP, ERC e ICV), para erigirle un monumento en la plaza de Adriano, por ser el lugar escogido durante la Guerra Civil, o bien "en otro lugar relevante de la ciudad".
Se optó por la plaza de  Adriano, situada entre las calles de Muntaner, de Santaló y del Camp, el artista escogido fue el gerundense Josep (Pep) Admetlla. Su propuesta inicial discurría para realizar dos esculturas: una sobre el agua del estanque adyacente a la fuente de la lección y, la otra, en el emplazamiento actual de la escultura existente, suprimiendo una gran jardinera para facilitar la correcta visualización, en perspectiva, del conjunto escultórico.
Durante el proceso de creación de la obra, que fue de dos años, en la misma plaza, se colocaron dos placas metálicas en ambos laterales de ladrillo de la fuente de la lección (inaugurada en 1961) todavía  están presentes, donde queda inscrito:

"Memorial Carrasco i Formiguera"

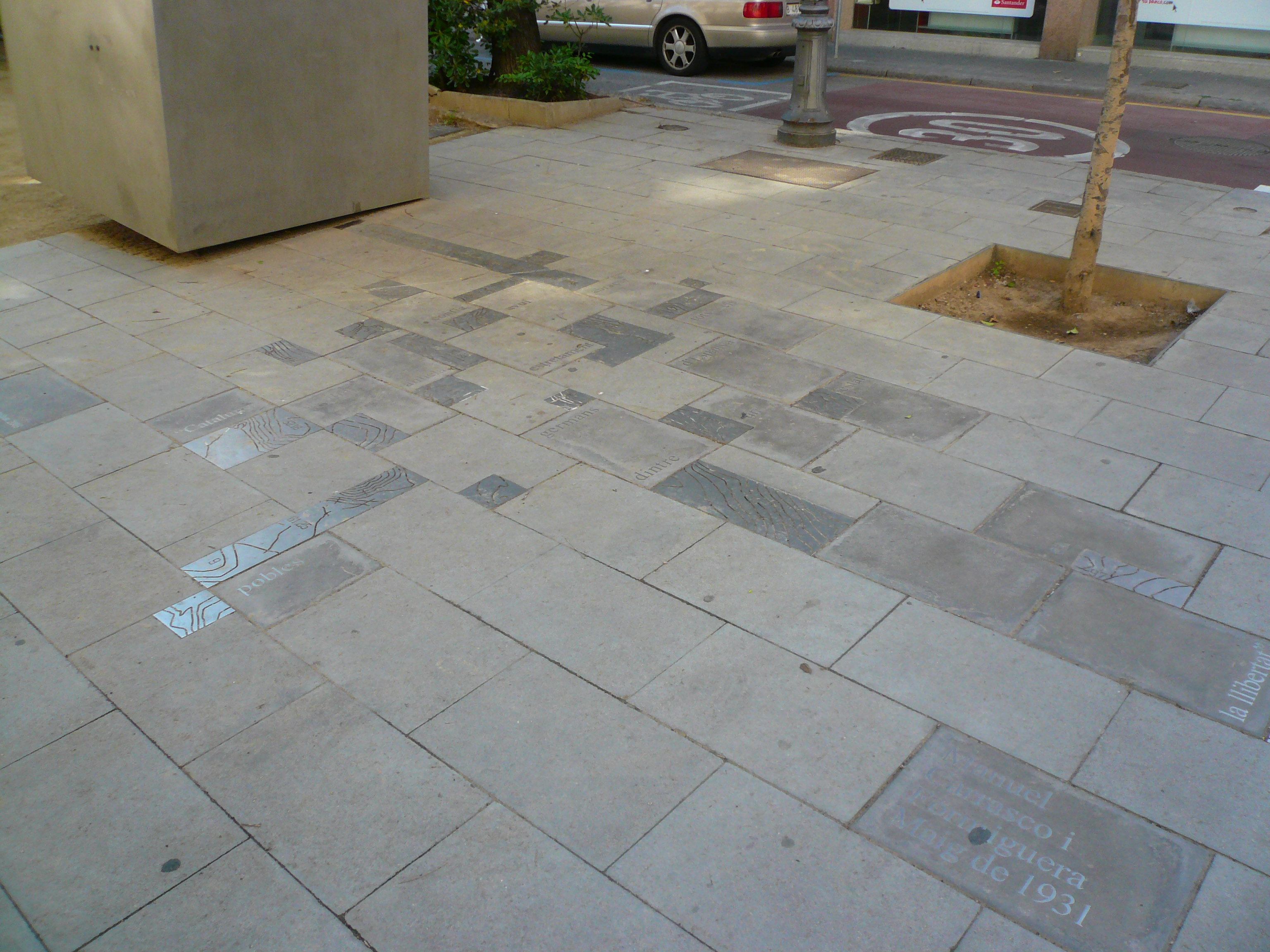
Mosaico del pavimento y vista parcial del cubo del Monumento a Manuel Carrasco y Formiguera.

### Inauguración
Finalmente, el monumento fue inaugurado el 16 de septiembre de 2003 por el alcalde de la ciudad, Joan Clos; el presidente del Parlamento de Cataluña, Joan Rigol; el presidente de Unión Democrática de Cataluña, Josep Antoni Duran y Lleida; el Consejero de Gobernación, Josep Maria Pelegrí; la Consejera de Justicia e Interior, Nuria de Gispert; todos ellos, excepto el alcalde Clos, miembros de Unión Democrática de Cataluña; los hijos de Manuel Carrasco Formiguera, Rosa Maria, Mercè y Raimon Carrasco; y con la presencia de agentes de la Guardia Urbana de Barcelona vestidos con el uniforme de gala. Sesenta y cinco años más tarde del primer intento, era posible completar el reconocimiento público.

## Die Raum(El Espacio)
La intervención resultante fue laactual, es decir, un único monumento, en forma de cubo de acero inoxidable, de la altura de una persona, en el extremo de la plaza donde hay la intersección con la calle de Muntaner. El cubo tiene una variación de tres grados, con lo que, por consiguiente, es un hexaedro y lleva grabadas las palabras, en alemán, Die Raum (El Espacio), contiene dos orificios, a media altura, donde se puede visualizar el cielo, un árbol y un estanque al fondo.
Complementado con unas tiras, también de mismo material, que contienen grabadas diferentes referencias, de forma troceada y aleatoria, de Carrasco y Formiguera, extraídas de sus cartas escritas, a la familia, desde la prisión, se encuentran incrustadas en el pavimento, que unidas, acertadamente, cobran el sentido siguiente:

Catalunya desitja confia anhela avui estretament tots els pobles germans d´Espanya dintre un estat basat en la llibertat.
Cataluña desea, anhela estrechamente todos los pueblos hermanos de España dentro de un estado basado en la libertad (Traducción al castellano)

Al mismo tiempo, también  constan una serie de cifras que corresponden a la numeración que él asignaba a las cartas que escribía desde la prisión a sus familiares:

26,75; 32,18; 61,25; 30,99 i 46,65.